# Hans Rottenhammer
Hans Rottenhammer o Johann Rottenhammer (1564 - 1625) va ser un pintor alemany. Va néixer a Múnic, on va estudiar fins al 1588, sent el seu professor Hans Donauer el Vell. El 1593-4 (i pot ser que una mica abans d'aquesta data), va marxar a Roma. Més tard es va establir a Venècia, entre 1595 o 1596 i 1606, any en el qual va tornar de nou a Alemanya i es va establir a Augsburg, treballant també a Múnic. Va morir a Augsburg, pel que sembla en un cert grau de pobresa i, segons algunes font, sent alcohòlic.

## Obra
Va guanyar certa reputació a Venècia per una sèrie de miniatures de gran acabat realitzades en coure, i sobre temes religiosos i mitològics, en els quals combinava elements estilistes alemanys i italians. En particular, combinava la tradició paisatgista del nord amb l'estil composicional i figuratiu de Tintoretto i Paolo Veronese. Va ser el primer artista alemany a especialitzar-se en aquest tipus de quadres.
A Roma va conèixer els primers membres del moviment Bamboccianti, un cercle d'artistes provinents del nord, i va mantenir un contacte regular amb Paul Brill, pintor flamenc que vivia a Roma, a qui enviava plaques amb imatges creades per a ell per utilitzar com a paisatges, segons una carta d'un comerciant de 1617. També va col·laborar amb Jan Brueghel el Vell de forma similar. El 1600 va rebre l'encàrrec de pintar un Festí dels Déus per a l'emperador Rodolf II d'Habsburg, obra que actualment es troba al Museu de l'Hermitage.
De tornada a Alemanya, va treballar en obres de major grandària per a altars i quadres decoratius per a palaus. Es creu que Adam Elsheimer va treballar com a assistent seu entre 1598 i 1599, i no existeix dubte que va ser Rottenhammer la persona que li va presentar a Paul Brill. Dos dibuixos de Rottenhammer que avui es troben a Copenhaguen van pertànyer a Elsheimer, i tenen una inscripció en la qual apareix que eren d'un regal de Rottenhammer. Les obres d'Elsheimer en la seva època de maduresa són totes petites i en coure, i va continuar desenvolupant la síntesi de Rottenhammer dels estils alemany i italià, així com l'ús dels paisatges.
Es poden trobar obres de Hans Rottenhammer en les principals galeries d'art de Londres, Múnic, Berlín, Cambridge, Sant Petersburg, Ámsterdam, Schwerin, Milà i Los Angeles. Moltes de les seves obres decoratives i per a altars es poden encara contemplar en els llocs pels quals les va dibuixar.